# マルティン・ルター (外交官)

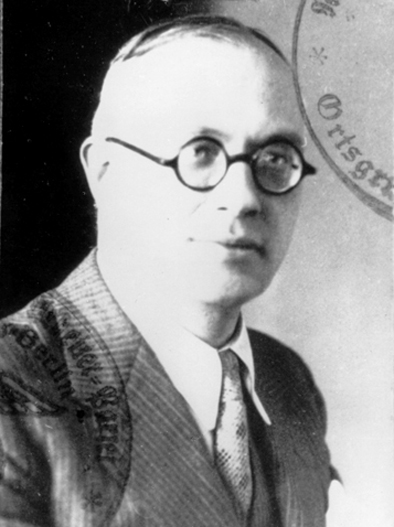
マルティン・ルター

マルティン・フランツ・ユリウス・ルター（Martin Franz Julius Luther, 1895年12月16日 - 1945年5月13日）は、ドイツの外交官。家具商人で、国家社会主義労働者党の初期からのメンバーであると共に、ヨアヒム・フォン・リッベントロップの個人的なアドバイザーを勤め、「ユダヤ人問題の最終的解決」を決定したヴァンゼー会議に外務省を代表して出席した。

## 生涯
ルターは、家具の撤去と室内装飾の会社を経営していた。リッベントロップが1936年にロンドンへ派遣された際に、ベルリンから家具調度の運搬と「リッベントロップ事務所」の内装を手がけたことから、彼との縁ができる。その後リッベントロップが駐英大使となると、大使館の内装を担当する傍らリッベントロップの一連の外交工作にアドバイザーとして関わることになった。やがて1938年にリッベントロップがコンスタンティン・フォン・ノイラートの後任として外務大臣となると、ルターも外務省入りし外交政策の立案に公式的に関与する。
1940年5月、彼はSSと外務省の連絡役の地位に任命された。そして、外務省からヴァンゼー会議の代表に選ばれた。このヴァンゼー会議は親衛隊大将ラインハルト・ハイドリヒにより招集されたもので、「ユダヤ人問題の最終的解決」の詳細を決定するために開かれた。この会議でルターは、占領したヨーロッパ中から大規模な「移住」が必要であることに関して懸念を表明した。この発言は、彼自身何が計画されているか完全に理解していないことを示しているようでもあった。
1942年1月以降は、ユダヤ人住民を絶滅収容所へ送り込むためにドイツの衛星国や同盟国に外交工作を行うことが、ルターにとって主たる任務となった。その一方で、リッベントロップ夫人のために室内装飾更には夫人の服のデザインまで行っていたが、夫人がルターを使用人として扱ったことに不満を爆発させたことから、リッベントロップとの関係が冷却化することになる。
戦争後期にはフランツ・ラーデマッハーの支援によりリッベントロップに取って代わろうとするものの、逆に自らが失脚しザクセンハウゼン強制収容所に送られることになった。彼は1945年5月にソ連軍によって解放されたが、すぐに心臓発作のため死亡した。
ルターに送られたヴァンゼー会議の議事録は、彼の死の一年後にアメリカの調査によりドイツ外務省の書庫で発見された。映画『謀議』の通り、これは戦争を乗り切った会議の唯一の記録である。

## フィクションでの描写
- 彼は、ロバート・ハリスの架空戦記『ファーザーランド』Fatherland において大きな役割を果たしている。
- 2001年のHBOの映画、『謀議』では、ケビン・マクナリーにより演じられた。
- 2022年の独映画、『ヒトラーのための虐殺会議』では、ジーモン・シュヴァルツ（ドイツ語版、英語版）が演じた。